# 侯牧人
侯牧人，1952年出生，1978年考入中央歌舞团。主要参与创作了《红色摇滚》专辑。

## 经历

### 1983-1988年
- 与陈哲合作创作《五十亿的我们》
- 与北京、广州等地音乐人合作创作大型音乐史诗《起潮了，让我们下海》
- 与电视导演张成田合作创作音乐电视片《路》在中央电视台播出
- 与电视导演潘大为合作音乐电视片《下海》在中央电视台播出。
- 1986年，出版首张个人专辑《一走了之》。
- 1988年，被评为中国十大青年作曲家。
- 作曲《滴滴溜》获首届中国乡村音乐歌曲创作大赛金奖。

### 1989-1995年
- 作曲：杨凤良导演的电视剧主题歌为《山梁梁上有棵树》
- 电影《本命年》主题歌《留下油灯光》
- 电影《四十不惑》 主题歌《感觉》（由本人演唱）
- 电影《私人保镖》
- 电影《高楼边》 主题歌 《小鸟》《听》
- 亚运歌曲《亚洲的太阳》；《不要说再见》
- 美国电影《摇滚的中国》（负责词、曲、编曲、演唱）
- 澳大利亚电视片《红色列车》主题曲 《醒不了》
- 电视剧《顺成》主题歌 《呼而嘿哟》。
- 出版专辑：第二张专集《我爱你中国》
- 制作 《红色摇滚》
- 个人专辑《黑月亮》
- 音乐会：在北体体育馆、海淀影剧院举办“侯牧人抒情摇滚音乐会”
- 与香港歌星潘美辰合作，举办“为希望工程义演”

### 1997年至今
- 将任雁演唱的十五首中国民歌改编成New Age音乐，并在日本发行
- 与台湾伟翔公司合作，创作录制完成中国少数民族音乐集成之一《新疆之旅》
- 与香港雨果公司合作为台湾歌手张杏月制作专辑
- 出版个人专集《黑月亮2》。

## 作品

### 专辑
《黑月亮》（香港）
《我爱你中国》（大陆）
《一走了之》（大陆）
器乐作品专辑：
《古典&流行》共三集（台湾）

### 电影音乐
《摇滚的中国》（美国）
《四十不惑》 （中国）
《红色列车》 （澳大利亚）
《高接边》 （中国）
《贴身保镖》 （中国）